# Alessandro Bovati
Alessandro Bovati (Gaggiano, 31 ottobre 1887 – Milano, 20 dicembre 1953) è stato un allenatore di calcio e calciatore italiano, di ruolo centrocampista.

## Carriera

### Giocatore
Centrocampista per due stagioni del Milan, debuttò il 26 marzo 1911 in Torino-Milan (5-1).

### Allenatore
Nella stagione 1928-1929 e nella stagione 1929-1930 ha allenato il Fanfulla in Prima Divisione, la terza serie dell'epoca.
È stato sepolto al Cimitero Maggiore di Milano.